# هوري درق (ديكلة)
هوري درق (بالفارسية: حوریدرق) هي منطقة سكنية تقع في إيران في قسم ديكلة الریفي. يقدر عدد سكانها بـ 487 نسمة .